# This Tuesday in Texas
This Tuesday in Texas è stato un evento in pay-per-view di wrestling organizzato dalla World Wrestling Federation. L'evento si è svolto il 3 dicembre 1991 al Freeman Coliseum di San Antonio (Texas).
Cinque match di wrestling erano programmati nella card. Il main event era un rematch per il WWF Championship, che vide Hulk Hogan sconfiggere il campione The Undertaker, riconquistando il titolo. Hogan aveva perso il titolo sei giorni prima alle Survivor Series in un match dal finale controverso. 
Fra gli altri match spiccava un incontro fra Randy Savage, che riprendeva a combattere dopo WrestleMania VII e Jake Roberts, colpevole di aver schiaffeggiato in diretta Miss Elizabeth, che vide la vittoria di Macho Man. L'evento fu un esperimento della WWF per tentare di rendere il martedì sera la seconda cornice stabile di eventi in pay-per-view. Uno scarso numero di acquisti rese l'esperimento un fallimento, e la compagnia ripropose l'idea di un evento di martedì sera solo tredici anni dopo, quando tenne Taboo Tuesday. Nello specifico ricevette molte critiche dagli addetti ai lavori il main event della serata, dove Hogan sconfisse The Undertaker gettandogli della cenere negli occhi, ritenuto non all'altezza degli standard qualitativi WWF.

## Storyline
This Tuesday in Texas fu caratterizzato da match di wrestling che coinvolsero lottatori immischiati in diverse faide, storyline, che furono mandate in onda su Superstars, Wrestling Challange e Prime Time Wrestling, programmi televisivi della World Wrestling Federation. Alcuni lottatori svolgevano un ruolo da cattivi (heel), mentre altri svolgevano un ruolo da buoni (face), seguiti da una serie di eventi che costruirono la tensione, e che culminarono in uno o più match di wrestling.
Verso la fine dell'estate del 1991, Ric Flair, un più volte campione del mondo della National Wrestling Alliance e della World Championship Wrestling, firmò con la WWF e, apparendo in televisione con la sua "Big Gold Belt", dichiarò davanti a Hulk Hogan (l'allora WWF Champion) di essere "Il vero campione del mondo". Allora Flair iniziò una faida con Hogan.
Un'altra faida che caratterizzò l'evento fu tra Jake Roberts e Randy Savage. La faida ebbe origine da un'altra rivalità precedente che The Undertaker aveva avuto con The Ultimate Warrior, dove Roberts inizialmente si era offerto di aiutare Warrior a sconfiggere Undertaker, ma dove poi divenne un heel e si schierò dalla parte di Taker. Tuttavia, le circostanze portarono all'abbandono di Warrior dalla federazione dopo Summerslam nel mese di agosto. Nello stesso evento, la faida tra Roberts e Savage iniziò, quando lui e Undertaker rovinarono il ricevimento di nozze tra Savage e Miss Elizabeth (nella kayfabe, infatti i due erano già sposati da quasi sette anni). Roberts poi cominciò a insultare Savage in una serie di promo in tutto il paese, ma Savage non poté fare nulla, visto, che dopo aver perso il retirement match contro Warrior a WrestleMania VII, non poteva più lottare. Gli insulti crebbero sempre di più, ma nonostante gli sforzi di Savage di farsi reintegrare da Jack Tunney (l'allora presidente della WWF), continuò a non poter lottare, e quindi a non poter reagire alle provocazioni. Alla fine, uno spazientito Savage, mentre commentava un episodio di WWF Superstars, salì sul ring per affrontare Roberts, che stava eseguendo un promo contro Savage. Tuttavia, Roberts ebbe la meglio su Savage. Infatti, dopo averlo legato alle corde, permise a un cobra di mordergli il braccio. Questo incidente convinse Tunney a reintegrare Savage nel roster come lottatore attivo.

## Evento
Il primo match ad andare in onda in diretta in pay-per-view (PPV) fu l'incontro per il WWF Intercontinental Championship tra lo sfidante, Skinner e il campione, Bret Hart. Hart controllò i primi minuti del match fino a quando Skinner attaccò la spalla di Hart a bordo ring. Skinner poi mantenne il controllo per gran parte della contesa fino a quando tentò di eseguire una mossa dalle corde, che fu contrastata da Hart con un calcio al volto. Poco dopo, Skinner salì le corde di nuovo, ma fu afferrato e sbattuto al tappeto. Hart poi applicò la sua mossa finale, la Sharpshooter, che costrinse Skinner a cedere. Il vincitore per sottomissione fu quindi Hart, che mantenne il titolo.
Il match successivo fu un single match tra Jake Roberts e Randy Savage. Mentre Roberts stava facendo il suo ingresso, Savage si precipitò lungo lo stage e attaccò Roberts alle spalle. Savage trascorse i successivi due minuti ad attaccare l'avversario fino a quando l'arbitro intervenne mettendosi tra i due sfidanti, il che permise a Roberts di attaccare Savage sul basso ventre. Roberts poi gettò Savage oltre la terza corda, mandandolo fuori dal ring, dandosi il tempo di riprendere fiato. Roberts assunse il controllo del match, concentrandosi principalmente sul braccio ferito di Savage. Per circa sei minuti Roberts ebbe il vantaggio, poi afferrò Savage in preparazione della sua mossa finale, DDT, quando Savage contrastò la mossa lanciando l'avversario all'angolo, e sbattendo la sua spalla sulle costole di Roberts. Ciò fece cadere al tappeto quest'ultimo dal dolore, permettendo a Savage di salire sopra le corde ed eseguire la sua diving elbow drop, seguita dallo schienamento vincente. Dopo il match, Savage prese una sedia con l'intento di attaccare Roberts, ma fu fermato da un ufficiale a bordo ring. Savage poi afferrò la campanella che dà inizio ai match, ma anche stavolta intervenne un arbitro, che cercò di toglierli l'oggetto dalle mani. Questo permise a Roberts di eseguire un DDT ai danni di Savage. Circa un minuto dopo, Roberts attaccò nuovamente Savage. Roberts poi andò sotto il ring e prese un sacchetto, simile a quello che normalmente conteneva il suo cobra reale. Miss Elizabeth poi corse sul ring e cercò di impedire che Roberts lo attaccasse nuovamente. Non ci riuscì però, visto che Roberts entrò nel quadrato ed eseguì un terzo DDT, seguito da uno schiaffo ai danni di Elizabeth. Poi arrivò anche un secondo arbitro sul ring che aiutò Roberts a tornare nel backstage. Il presidente WWF (nella kayfabe) Jack Tunney arrivò in seguito a bordo ring per assicurarsi che Roberts non avesse fatto altri danni.
Il match successivo fu un single match dove The Warlord (con Harvey Wippleman) affrontò The British Bulldog. Per la maggior parte del match nessuno dei due lottatori acquistò un vantaggio importante, fino a quando Warlord guadagnò un controllo più prolungato e tentò di eseguire la sua mossa finale, la full nelson, ma non riuscì ad applicare la mossa a causa della presa sbagliata alle mani. Alla fine, Warlord lasciò la presa e gettò Bulldog al tappeto. Warlord raccolse British, lo mandò in un angolo. Bulldog contrastò l'attacco con un calcio al volto, seguito da una clothesline. Bulldog eseguì la sua delayed suplex e tentò lo schienamento, ma Warlord non cedette e il conto non arrivò al tre. Bulldog poi tentò la sua mossa finale, la running powerslam, ma Warlord bloccò l'attacco. Poi British riuscì ad eseguire una crucifix per la vittoria finale.
| Ruolo          | Nome            |
| -------------- | --------------- |
| Commentatori   | Gorilla Monsoon |
| Commentatori   | Bobby Heenan    |
| Intervistatori | Sean Mooney     |
| Intervistatori | Gene Okerlund   |
| Ring announcer | Howard Finkel   |
| Arbitri        | Danny Davis     |
| Arbitri        | Earl Hebner     |
| Arbitri        | Joey Marella    |

Poi ci fu un tag team match tra The Repo Man e Ted DiBiase (con Sensational Sherri) contro El Matador e Virgil. I primi minuti del match furono controllati da El Matador e Virgil fino a quando DiBiase colpì Virgil con una gomitata al petto. Repo Man e DiBiase poi si alternarono l'attacco ai danni di Virgil fino a che non egli riuscì a colpire DiBiase con un neckbreaker, seguito dal tag a El Matador. Dopo una raffica di attacchi, El Matador tentò di eseguire la sua mossa finale, la running leaping forearm club, ma fu lanciato all'esterno del ring da DiBiase. El Matador fu poi buttato oltre la terza corda da Repo Man, dove DiBiase lo gettò nel palo di sostegno del ring, mentre l'arbitro era occupato con Repo Man e Virgil dall'altra parte del ring. Dopo una double clothesline, Repo Man ed El Matador diedero il cambio al loro compagno di squadra. Presto tutti e quattro i partecipanti furono sul ring. Poi Sherri salì i gradoni d'acciaio tentò di colpire Virgil con la sua scarpa con i tacchi, tuttavia quest'ultimo si chinò e la scarpa colpì DiBiase. Virgil, infuriato con Sherri riguardo alla sua interferenza, la prese, ma fu schienato da Repo Man. Questo permise di far perdere la concentrazione a Virgil, e di farlo schienare da DiBiase, per il conto finale di tre.
In seguito ci fu l'ultimo match dello show, per il WWF Championship tra il campione, The Undertaker (con Paul Bearer) e lo sfidante, Hulk Hogan. Jack Tunney fu presente a bordo ring per garantire che non ci fossero interferenze esterne. Undertaker entrò sul quadrato per primo, seguito da Hogan, che entrò sul ring da sotto le corde, e fu accolto da Undertaker e Bearer, che iniziarono a prenderlo a calci. Dopo un paio di calci, Hogan si alzò in piedi, li afferrò e schiantò le loro teste l'una contro l'altra. Paul rotolò fuori dal ring, lasciando Taker e Hogan da soli sul ring per iniziare la contesa. Hogan iniziò con una serie di attacchi, che ebbero un basso effetto su Taker. Dopo essere stato attaccato da una Clothesline che lo fece andare fuori dal ring, Undertaker afferrò le caviglie di Hogan, lo trascinò fuori dal quadrato e lo attaccò. Taker assunse il controllo del match fino a quando Hogan iniziò una rimonta, che indusse Ric Flair ad arrivare a bordo ring. Iniziò una discussione con Jack Tunney che cercò di impedirgli di farsi coinvolgere. Hogan colpì Flair sulla schiena con una sedia, che lo fece cadere su Tunney, mandando entrambi a terra. Con Tunney temporaneamente knock-out, Flair salì sul ring con una sedia d'acciaio. Tuttavia, Hogan fu in grado di fermare l'attacco avversario e gettò la sedia su Undertaker. Quest'ultimo si riprese e afferrò Hogan da dietro, bloccandolo, permettendo al suo manager Bearer di colpire Hulk con l'urna, ma Hogan si abbassò e Paul colpì Taker. Hogan prese l'urna, l'aprì, e afferrò una manciata di cenere, che gettò negli occhi di Undertaker. Nel frattempo, Flair cominciò a tentare di risvegliare Tunney, in modo che lui potesse vedere quello che stava succedendo. Hogan poi schienò l'avversario con un roll up, vincendo il WWF Championship.

## Conseguenze
Il week-end successivo al ppv, Jack Tunney rese vacante il WWF Championship a causa del finale controverso del match tra Hogan e Undertaker. Egli dichiarò che il titolo sarebbe stato assegnato al vincitore della prossima Royal Rumble. Sia Hogan che Undertaker presero parte alla Rumble con il vantaggio di essere sorteggiati per l'entrata nella rissa reale con numeri alti dal 20 al 30. The Undertaker venne eliminato da Hogan, che a sua volta venne estromesso da Sid Justice. Jake Roberts e Randy Savage continuarono la loro faida per altri due mesi. Ciò comportò l'eliminazione di Roberts dalla Rumble da parte di Savage e un successivo match tra i due a Saturday Night's Main Event. Dopo aver perso l'incontro, un furioso Roberts aspettò nel backstage Savage ed Elizabeth cercando di colpire la coppia con una sedia. Elizabeth stava per essere colpita quando la mano di Roberts venne inaspettatamente bloccata da Undertaker che colpì a sua volta Jake con la sedia, dando così inizio a un feud tra i due che si risolse a WrestleMania VIII.

### Accoglienza
La WWF guadagnò circa $ 100,000 per quanto riguarda le vendite dei biglietti, con una presenza di 8.000 persone. Il pay-per-view ricevette un buyrate di 1.0, l'equivalente di circa 400.000 acquisti. L'evento fu trasmesso su Supertape '92 Home video, che fu rilasciato su VHS negli Stati Uniti il 23 gennaio 1992 da Coliseum Video.

## Risultati
| N.         | Incontro                                                                                            | Stipulazioni                                          | Durata      |
| ---------- | --------------------------------------------------------------------------------------------------- | ----------------------------------------------------- | ----------- |
| Dark Match | The Harris Brothers (Don & Ron) sconfissero Brian Donahue e Brian Costello                          | Tag team match                                        | Sconosciuto |
| Dark Match | Sir Charles sconfisse Dale Wolfe                                                                    | Single match                                          | Sconosciuto |
| Dark Match | Chris Walker sconfisse Brian Lee                                                                    | Single match                                          | Sconosciuto |
| Dark Match | Chris Chavis sconfisse JW Storm                                                                     | Single match                                          | Sconosciuto |
| Dark Match | Greg Valentine sconfisse The Brooklyn Brawler                                                       | Single match                                          | Sconosciuto |
| Dark Match | The Nasty Boys (Brian Knobbs & Jerry Sags) sconfissero The Bushwhackers (Luke & Butch)              | Tag Team match                                        | Sconosciuto |
| Dark Match | Legion of Doom (Hawk & Animal) (c) sconfissero The Beverly Brothers (Beau & Blake) (con The Genius) | Tag Team Match per i WWF World Tag Team Championship  | 08:58       |
| Dark Match | Ric Flair sconfisse Roddy Piper                                                                     | Single match                                          | 14:22       |
| 1          | Bret Hart (c) sconfisse Skinner                                                                     | Single match per il WWF Intercontinental Championship | 13:46       |
| 2          | Randy Savage sconfisse Jake Roberts                                                                 | Single match                                          | 06:25       |
| 3          | Davey Boy Smith sconfisse The Warlord (con Harvey Wippleman)                                        | Single match                                          | 12:45       |
| 4          | Ted DiBiase e The Repo Man (con Sensational Sherri) sconfissero El Matador e Virgil                 | Tag team match                                        | 11:28       |
| 5          | Hulk Hogan sconfisse The Undertaker (c) (con Paul Bearer)                                           | Single match per il WWF Championship                  | 13:09       |